# Anasazi

Verbreitungsgebiet der Kultur

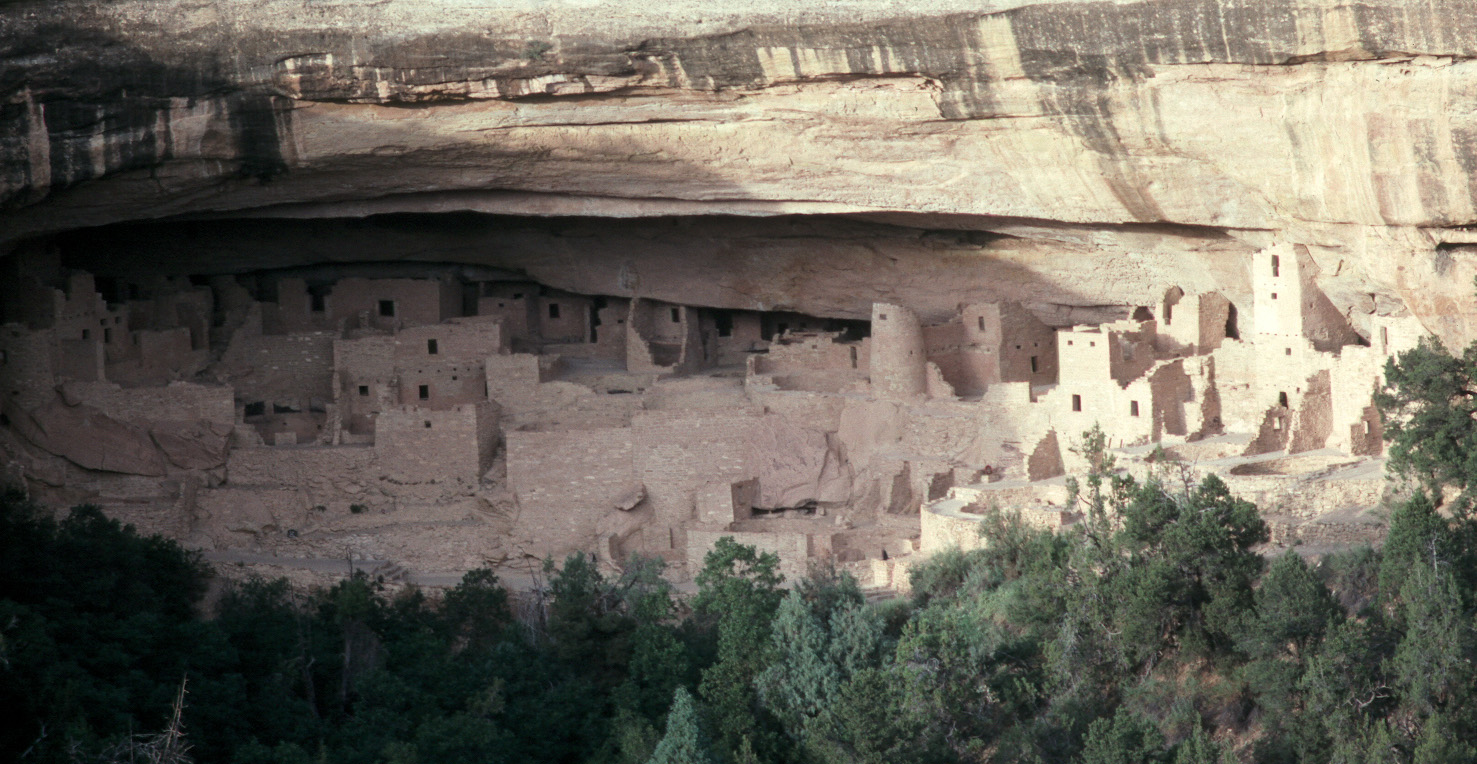
Cliff Palace im Mesa-Verde-Nationalpark

Anasazi ist eine archäologische Kultur in den US-Bundesstaaten Utah, Colorado, New Mexico und Arizona. Der amerikanische Archäologe Alfred Kidder hatte 1936 für den Südwesten der USA die Bezeichnung Anasazi vorgeschlagen, die später geläufig wurde. In der Navajo-Sprache bedeutet Anasazi „die alten Feinde“ (anaa- „Feind“, sází „Vorfahre“). Die Verwendung dieses Begriffes geht auf einen Streit mit den Hopi-Indianern zurück. Heute bezeichnet man die Anasazi in den USA auch als Ancestral Puebloans und nach einem Begriff in der Sprache der Pueblo-Indianer als Chacoans.
Die Kultur wird auf den Zeitraum etwa von 400–1300 n. Chr. angesetzt. Sie ist nicht mit spezifischen Sprachen oder Stämmen verbunden. Die Anasazi-Kultur brachte einige der außergewöhnlichsten Baudenkmäler des amerikanischen Südwestens hervor, wie zum Beispiel Pueblo Bonito im Chaco Canyon und das Cliff Palace im Mesa-Verde-Nationalpark. Ihre Steinbauten sind durch Türme, mehrstöckige Häuser und die runden Kivas geprägt.

## Entstehung und Phasen
Die Anasazi-Kultur entstand auf dem Gebiet der heutigen Staaten Utah, Colorado, Arizona und New Mexico. Ihre Angehörigen schufen neben der Architektur viele Felsenbilder und Petroglyphen.
Die Anasazi-Kultur wird aus der Mogollon-Kultur sowie der nomadischen Oshara-Kultur (auch Basketmaker genannt) abgeleitet. Die Mogollon übernahmen das architektonische Wissen der Basketmaker, die wiederum den Ackerbau von den Mogollon übernahmen.
Etwa um das Jahr 700 hatten die Basketmaker mit dem Bau oberirdischer Häuser begonnen. Sie verwendeten dazu meist Abris, die sie zumauerten, Fenster und Türen einbauten, und vor allem als Vorratslager für den Winter benutzten. Diese in Reihe direkt aneinandergebauten Häuser waren die ersten Pueblos. Errichtet wurden diese freistehend oder unter Felsüberhängen, als Cliff Dwellings bezeichnet.
| Kultur          | Datierung                   | Merkmale                                                                       |
| --------------- | --------------------------- | ------------------------------------------------------------------------------ |
| Basketmaker I   | ?                           | angenommen, nicht nachgewiesen                                                 |
| Basketmaker II  | 400 v. Chr. bis 400 n. Chr. | akeramisch                                                                     |
| Basketmaker III | 400 bis 700 n. Chr.         | Keramik, Grubenhäuser                                                          |
| Pueblo I        | 700 bis 900 n. Chr.         | Oberirdische Wohnhütten, Weben und Töpfern wichtiger als Flechtwerk            |
| Pueblo II       | um 1000 n. Chr.             | Größte Ausdehnung der Anasazi-Tradition, Siedlungen in Steinbauweise           |
| Pueblo III      | bis 1281 n. Chr.            | Aufgabe vieler kleinerer Siedlungen, Konzentration auf mehrstöckige Wohnbauten |
| Pueblo IV       | 1281 bis 1450 n. Chr.       | wenige große Siedlungen (nach 1540 Eindringen der Spanier in den Südwesten)    |
| Pueblo V        | seit 1450                   | heutige Indianer-Völker der Pueblo-Traditionen                                 |

## Kulturelle Eigenheiten
Speziell im Chaco Canyon, der im Westen des heutigen US-Bundesstaates New Mexico liegt, entstand eine Gesellschaft, die auf Arbeitsteilung basierte. Sie nahm komplexe Strukturen an, es entstanden Staaten mit Herrschern und einer Priesterkaste. Die Anasazi-Völker unterwarfen große Gebiete des amerikanischen Südwestens.
Es setzte eine rege Bautätigkeit ein. Vom 11. bis ins 13. Jahrhundert wurden die meisten der Cliff Dwellings gebaut. Insbesondere die Siedlungszentren um den Chaco Canyon wurden mit einem Straßennetz verbunden, das auf eine Gesamtlänge von 2.400 km geschätzt wird. Dabei waren die Straßen etwa neun Meter breit.

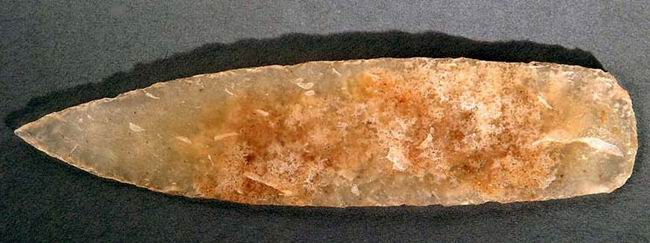
Chalcedon-Messer, gefunden im Chaco Culture National Historical Park

Die Anasazi errichteten zu ihrer Hochzeit vor allem im Gebiet des Chaco Canyons die damals höchsten Gebäude Nordamerikas, die erst von den Wolkenkratzern in Chicago um 1880 übertroffen wurden.

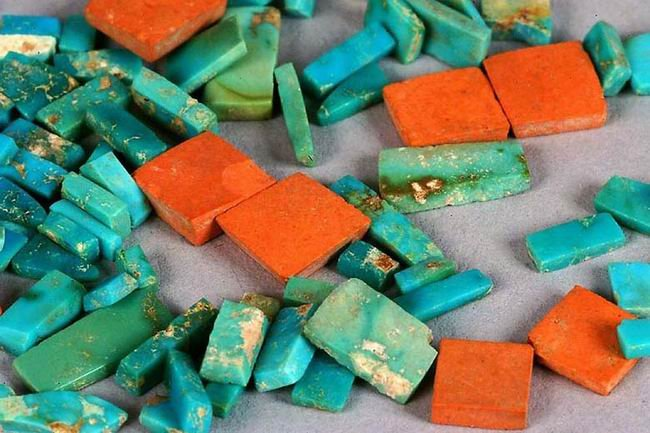
Türkise und Argillite aus dem Pueblo Alto

Wirtschaftliche Grundlage war Landwirtschaft, zu den wichtigsten Lebensmitteln zählten Mais, Bohnen, Kürbisse und Sonnenblumen. Auch Jackbohnen wurden angebaut, wie Funde aus der Höhle 117 (U-26) bei Flagstaff belegen. In manchen Gegenden legten die Anasazi Kiesgärten zum Maisanbau an
Zunehmende Dürre, verstärkt nach dem Physiologen Jared Diamond durch Raubbau an der Natur (z. B. extensive Abholzung) und gestiegene Bevölkerungszahlen erzwangen oftmals die Aufgabe großer Gemeinden, zum Beispiel des Pueblo Bonito.
Die Anasazi stellten Keramik her, die Tauschobjekt in einem weitläufigen Handel war. Außerdem lieferten sie den Tolteken im heutigen Mexiko Türkise. Perlmuttschmuck in den Anasazi-Siedlungen kann nur von Mexikos Küste stammen, wie auch Papageienfedern und seltene kleine Kupferglocken. Eine bedeutende Stellung nahm dabei der Chaco Canyon ein.

## Niedergang

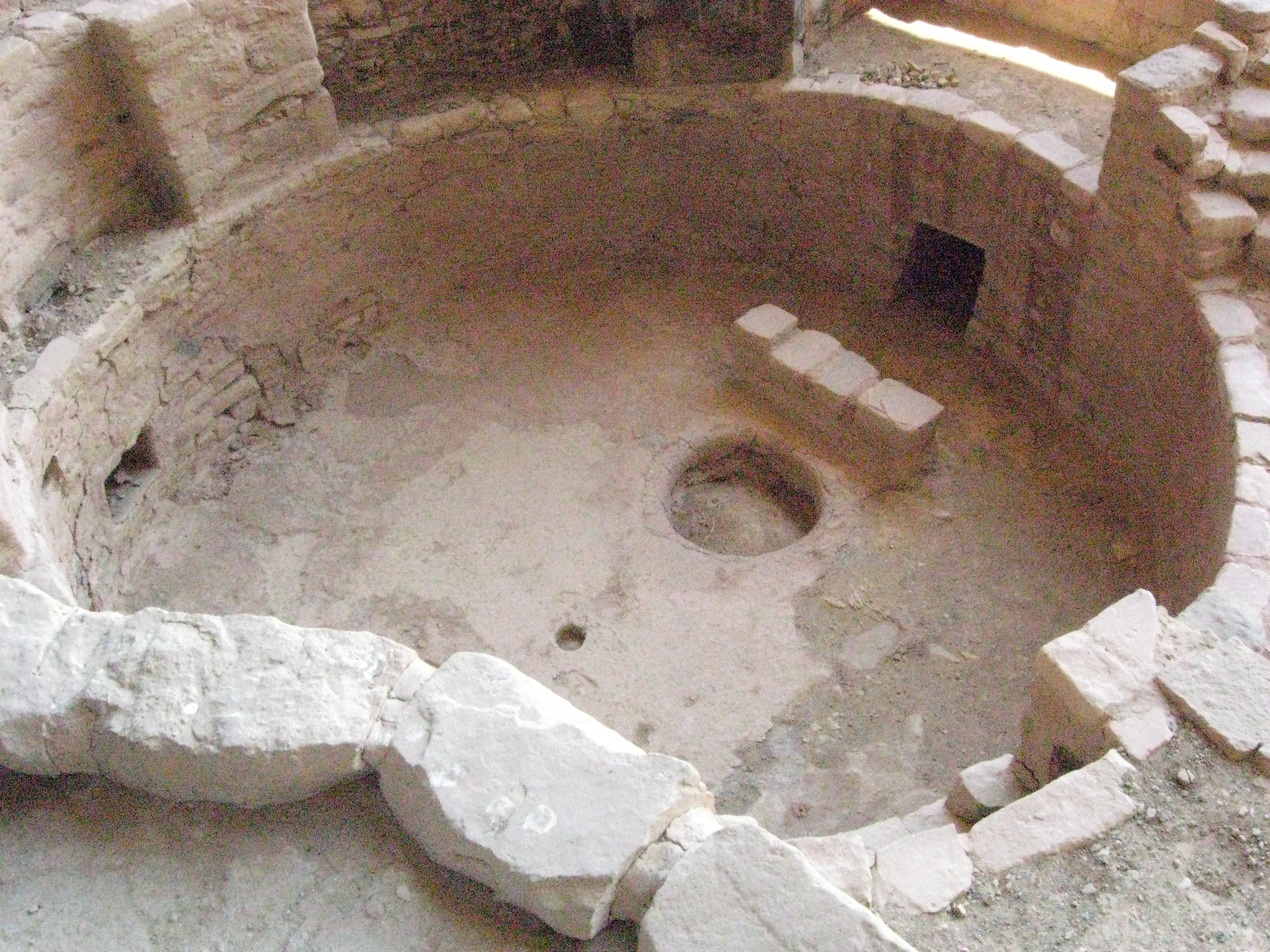
Eine Kiva (Versammlungsraum) in Colorado

Ab 1150 n. Chr. setzte eine anhaltende Dürre ein, die wahrscheinlich 1270 ihren Höhepunkt erreichte. Bislang fruchtbare Gebiete in den heutigen Bundesstaaten Kalifornien, Nevada, Utah und Colorado wurden zu Wüsten oder Trockensteppen. Dies führte zu einer Völkerwanderung. Gruppen der Nun-Kultur (Vorfahren der heutigen Paiute und Ute) drängten von Kalifornien herbei und Gruppen der Fremont-Kultur (Vorfahren der Diné, Apachen, Yuma) von Nevada und Utah. So bedrängt verließen auch die Anasazi-Völker ab 1270 ihre Heimat und zogen zum Rio Grande, in die Sierra Madre del Norte oder auf die Black Mesa.
Bei den Tolteken führte die Dürre zu einem Bürgerkrieg, der den Türkis-Handel zusammenbrechen ließ. Einige Gruppen blieben zwar in der Region und errichteten Pueblo-Gesellschaften, doch viele zogen nach Süden oder Osten. Die Acoma, Laguna im Süden sowie verschiedene kleine Pueblogruppen im Osten werden als Nachkommen der Chaco-Anasazi angesehen.
Die Anasazi-Tradition besteht bis heute in den oben genannten Stämmen fort.

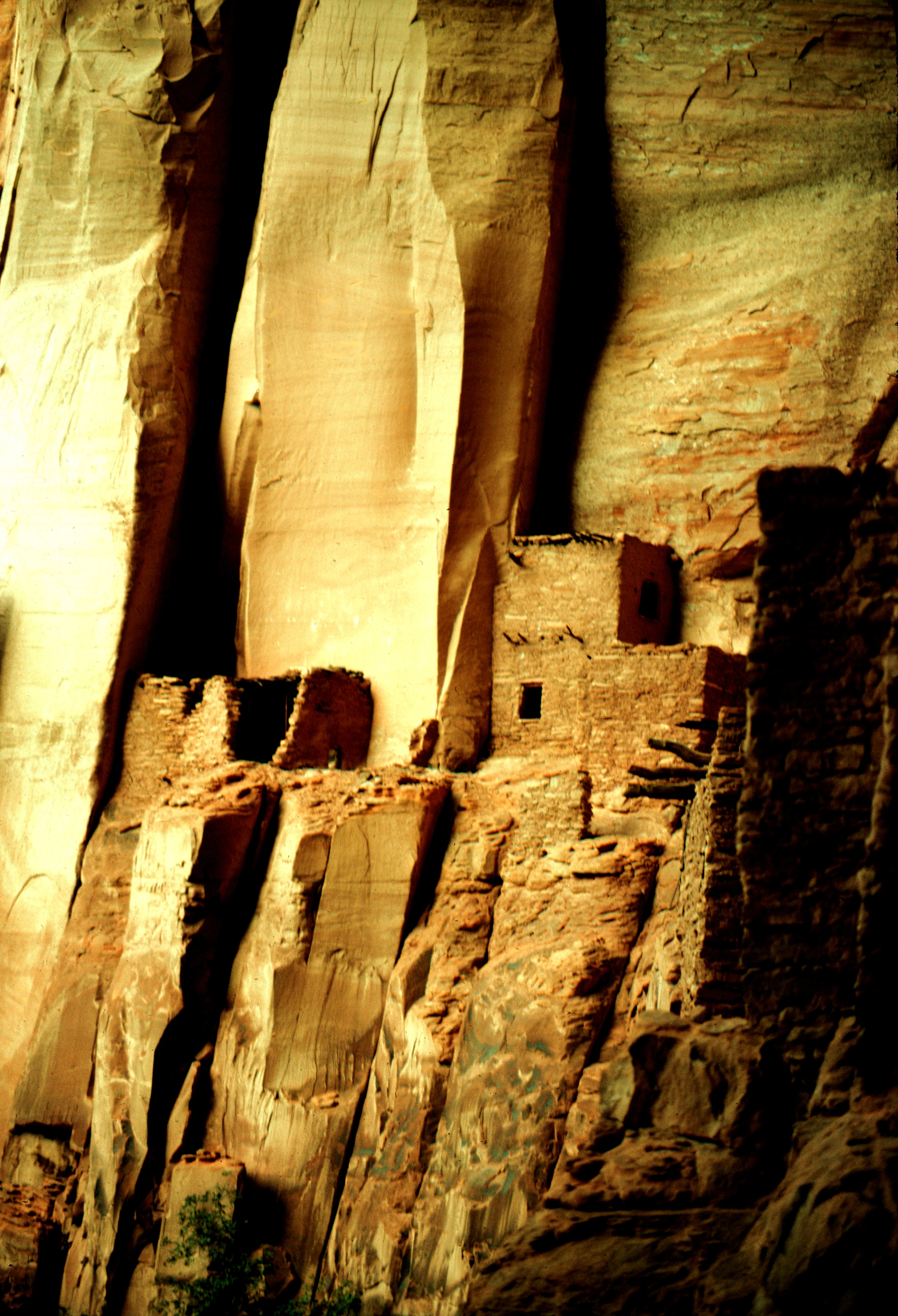
Anasazi-Pueblos

## Knochenfunde und eine anhaltende wissenschaftliche Kontroverse
Seit etwa 1980 haben Funde von offenbar gerösteten und gekochten Menschenknochen – wie 1997 bei Cowboy Wash nahe Dolores in Colorado – immer wieder wissenschaftliche Debatten um ihre Interpretation ausgelöst. Man fand archäologische Hinweise, die auf einen starken Anstieg von Kannibalismus in der Mitte des 12. Jahrhunderts deuten könnten. Aufgebrochene Menschenknochen, aus denen das Mark verzehrt worden sein könnte, zählen dazu sowie Fragmente von Kochtöpfen, die an der Innenseite Spuren des menschlichen Muskelproteins Myoglobin aufweisen. Dazu kommt ein umstrittener Fund menschlicher Fäkalienreste, die menschliches Genmaterial enthalten sollen, was das Verspeisen menschlichen Gewebes belegen würde.
Möglicherweise stammen die Spuren auch von Hinrichtungsritualen. Zudem könnte es sich um besondere Bestattungsformen handeln, bei denen die Knochen aus dem Körper gelöst wurden.
Wortführer der Gruppe, die bei den Menschenknochen von Kannibalismus ausgeht, war der Archäologe Christy G. Turner aus Arizona. Er identifizierte mehr als 30 Fundstätten aus der Zeit zwischen 900 und 1250, an denen sich menschliche Überreste fanden, die Bearbeitungsspuren aufweisen. Zusammen mit seiner Frau Jacqueline publizierte er diese Ergebnisse 1999 unter dem Titel Man Corn und stellte die Hypothese auf, toltekische Invasoren hätten die Stämme der Region mittels solcher Rituale terrorisiert.
Funde in den Sacred-Ridge-Bauten aus der Pueblo-I-Periode belegen Fälle von vorsätzlicher Verkrüppelung, teils in Verbindung mit Folter in Form der Bastonade. Durch massive Schläge auf die Seite der Füße wurden die Sehnen zerstört, so dass die Opfer nicht mehr gehen konnten. Die Folter der Fußsohlen war so hart und andauernd, dass Knochenschichten abblätterten. Derartige Gewaltakte waren erst in einer sesshaften, agrarischen Gemeinschaft möglich. Aufgrund des Vergleiches mit der bis in die Gegenwart bei den Zuñi erzählten Geschichte von Awatovi als moralischer Erzählung ist anzunehmen, dass die Gewalttaten eine soziale Funktion hatten. Durch die exemplarische Anwendung von Gewalt gegenüber Einzelnen konnte eine ganze Bevölkerungsgruppe unterdrückt werden.
Jüngeren Datums ist der mittels mtDNA geführte Nachweis der Existenz einer matrilinearen Elite oder sogar Dynastie, deren Kontinuität zwischen ca. 800 und 1130 durch Begräbnisse dokumentiert ist. Ihr Ende fällt zeitlich mit dem Verschwinden der intensiven Landwirtschaft in der Region zusammen.

## Bekannte Siedlungen der Anasazi
- Mesa-Verde-Nationalpark
- Chaco Culture National Historical Park
- Wupatki National Monument
- Walnut Canyon National Monument